# Хамадзакі Масахіро
Масахіро Хамадзакі (яп. 浜崎昌弘, нар. 14 березня 1940, Префектура Осака — пом. 10 жовтня 2011, Кітакюсю) — японський футболіст, що грав на позиції воротаря.
Виступав за клуб «Явата Стіл» (з 1970 року — «Ніппон Стіл»), а також національну збірну Японії.
Помер 10 жовтня 2011 року на 72-му році життя.

## Виступи за збірну
У 1966 році дебютував в офіційних матчах у складі національної збірної Японії. Протягом кар'єри у національній команді, яка тривала усього 1 рік, провів у формі головної команди країни 2 матчі.

## Титули і досягнення
- Бронзовий призер Азійських ігор: 1966
- Бронзовий олімпійський призер: 1968